# (25001) Pacheco
(25001) Pacheco ist ein Asteroid des Hauptgürtels, der am 31. Juli 1998 vom spanischen Astronomen Ángel López Jiménez am Observatorio Astronomico de Mallorca (Sternwarten-Code 620) Costitx auf der Balearen-Insel Mallorca entdeckt wurde.
Der Asteroid wurde am 6. August 2003 nach dem spanischen Amateurastronomen Rafael Pacheco (* 1954) benannt, der sich als einer der ersten spanischen Amateurastronomen auf Astrometrie spezialisiert hat.